# Pteris biaurita
Pteris biaurita là một loài thực vật có mạch trong họ Pteridaceae. Loài này được L. miêu tả khoa học đầu tiên năm 1753.